# خضرکندی
خضرکندی یکی از روستاهای استان آذربایجان شرقی است که در دهستان بزکش بخش مرکزی شهرستان اهر واقع شده‌است.این روستا ۳۶۹ نفر جمعیت دارد.